# New Lexington
New Lexington és una població dels Estats Units a l'estat d'Ohio. Segons el cens del 2000 tenia 4.689 habitants.

## Demografia
Segons el cens del 2000, New Lexington tenia 4.689 habitants, 1.836 habitatges, i 1.233 famílies. La densitat de població era de 780,4 habitants per km².
Dels 1.836 habitatges en un 35,2% hi vivien nens de menys de 18 anys, en un 48,5% hi vivien parelles casades, en un 13,5% dones solteres, i en un 32,8% no eren unitats familiars. En el 28,6% dels habitatges hi vivien persones soles el 12,9% de les quals corresponia a persones de 65 anys o més que vivien soles. El nombre mitjà de persones vivint en cada habitatge era de 2,5 i el nombre mitjà de persones que vivien en cada família era de 3,07.
Per edats la població es repartia de la següent manera: un 28,1% tenia menys de 18 anys, un 10,4% entre 18 i 24, un 26,6% entre 25 i 44, un 19,5% de 45 a 60 i un 15,5% 65 anys o més.
L'edat mediana era de 33 anys. Per cada 100 dones de 18 o més anys hi havia 85,9 homes.
La renda mediana per habitatge era de 28.406 $ i la renda mediana per família de 33.514 $. Els homes tenien una renda mediana de 28.155 $ mentre que les dones 21.039 $. La renda per capita de la població era de 14.127 $. Aproximadament el 16,4% de les famílies i el 17,6% de la població estaven per davall del llindar de pobresa.

## Poblacions més properes
El següent diagrama mostra les poblacions més properes.